# Eleonore Güllenstern

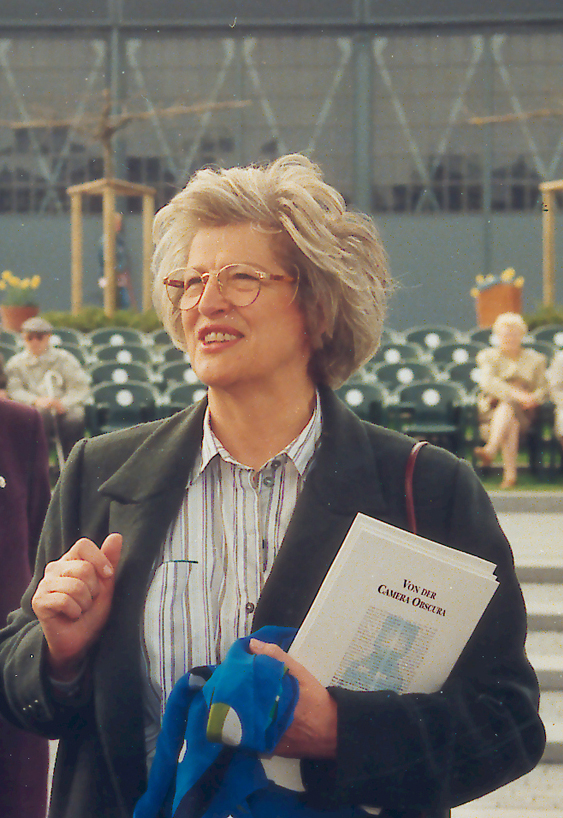
Eleonore Güllenstern während der Landesgartenschau „MüGa“ 1992

Eleonore Barbara Theresia Güllenstern (* 1. Oktober 1929 in München; † 31. Dezember 2017 in Mülheim an der Ruhr) war eine deutsche Kommunalpolitikerin der SPD. Von 1982 bis 1994 war sie Oberbürgermeisterin der Stadt Mülheim an der Ruhr. Sie war die erste Frau im Amt des Mülheimer Stadtoberhaupts.

## Leben
Güllenstern wurde erstmals im Jahr 1964 in den Rat der Stadt Mülheim gewählt. Im Jahr 1975 wurde sie Vorsitzende des Schul- und Kulturausschusses, und ab 1979 war sie als ehrenamtliche Stellvertreterin des Oberbürgermeisters Dieter aus dem Siepen tätig. Nach dessen Tod im Mai 1982 wurde die damals 52-Jährige mit 46 von 55 Ratsstimmen zum ersten weiblichen Stadtoberhaupt Mülheims gewählt. Zu diesem Zeitpunkt war die Sozialdemokratin die einzige Frau an der Spitze einer deutschen Großstadt. Bis zum Jahr 1994 und somit insgesamt zwölf Jahre lang lenkte sie die Geschicke der Stadt, wobei Schwerpunkte ihrer Politik die Bereiche Bildung, Kultur und Jugend waren.
Als positive Höhepunkte ihrer Amtszeit sind die Vergabe der Landesgartenschau 1992 nach Mülheim („MüGa“) und der Aufbau des Theaters an der Ruhr zu nennen. „Ohne Eleonore Güllenstern würde es dieses Theater so nicht geben“, erinnerte denn auch Roberto Ciulli an ihre politische Hauptleistung.
Ebenfalls in Erinnerung bleiben wird der mit ihrem Namen verbundene Verlust der absoluten Mehrheit der Sozialdemokratischen Partei auf Mülheimer Kommunalebene nach über 40 Jahren. Zum Wahlzeitpunkt wurde der damaligen Oberbürgermeisterin die alleinige Schuld an dem stärksten Verlust der SPD im Ruhrgebiet gegeben, weil sie einen Privatkredit der wegen Veruntreuung belangten Stinnes-Managerin Barbara Ruske erhalten hatte, der zu ungewöhnlichen Konditionen gewährt worden war. Die Kreditvergabe wurde von Kritikern als problematisch bezeichnet, da die Summe von 100.000 DM in bar und ohne schriftliche Vereinbarung hinsichtlich Zins- und Tilgungskonditionen übergeben worden war. Außerdem wurde die Geldaushändigung erst durch eine mehrwöchige Publikationstätigkeit der lokalen Presse öffentlich. Von ihren Parteifreunden wird die Schuldzuweisung mittlerweile in dieser deutlichen Form aber nicht mehr aufrechterhalten, so auch SPD-Fraktionsvorsitzender Wiechering, der auch andere Schuldige für den Machtverlust sieht.
Noch am Wahlabend im Jahr 1994 gab Güllenstern ihr Oberbürgermeisteramt und das Ratsmandat auf, engagierte sich aber weiterhin bürgerschaftlich, etwa als Vorsitzende des Kunstvereins und der Deutsch-Israelischen Gesellschaft. Ihr Nachfolger als Oberbürgermeister wurde Hans-Georg Specht.
Güllenstern starb an Silvester 2017 im Alter von 88 Jahren.

## Ehrungen
Güllenstern wurde am 23. November 1992 mit dem Verdienstorden des Landes Nordrhein-Westfalen ausgezeichnet.